# Province de Narathiwat
Narathiwat (en thaï : นราธิวาส) est une province (changwat) de Thaïlande.
Située dans le sud du pays, elle est entourée des provinces de Yala et de Pattani et du Kelantan en Malaisie, dont elle partage l'identité malaise. Sa capitale est la ville de Narathiwat.
Narathiwat signifie La demeure des bonnes gens.

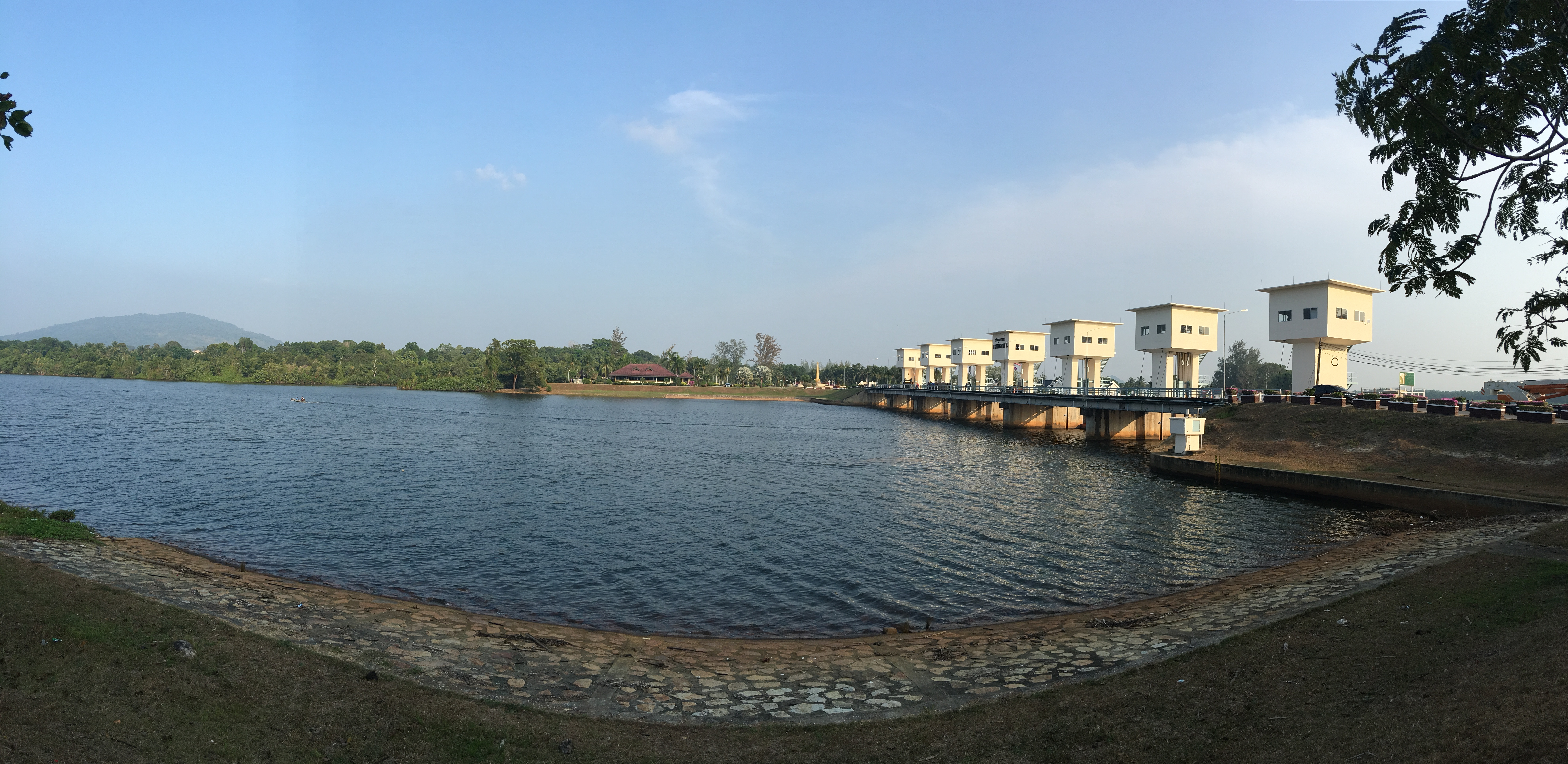
La rivière Bang Nara éponyme

## Histoire
Avec les provinces de Yala et de Pattani, Narathiwat faisait autrefois partie du royaume malais de Patani. Le territoire a été annexé par le Siam dans le cadre d'un traité avec les Anglais en 1909. La majorité des habitants est musulmane, d'origine malaise. Depuis 2004 des mouvements séparatistes sont à l'origine de vagues d'attentats,. Le gouvernement thaïlandais a engagé en février 2013 des pourparlers avec les rebelles en proposant à ces provinces un statut de région administrative spéciale.

## Démographie
Narathiwat, comme les quatre autres provinces du Sud, est majoritairement musulmane. 82 % de la population est musulmane et 17,9 % sont bouddhistes.
80,4 % parlent un malais similaire à celui du Kelantan. 

## Symboles
Le sceau provincial représente un voilier traditionnel avec un éléphant blanc, animal qui représente la monarchie en Thaïlande. Aussi sa présence sur ce sceau rappelle Phra Sri Nararat Rajakarini qui fut capturé et offert au roi.
Le long Kong (Lansium domesticum) (arbre), le Chengal (Neobalanocarpus heimii) (fruit) et Odontadenia macrantha représentent la province.

## Subdivisions administratives

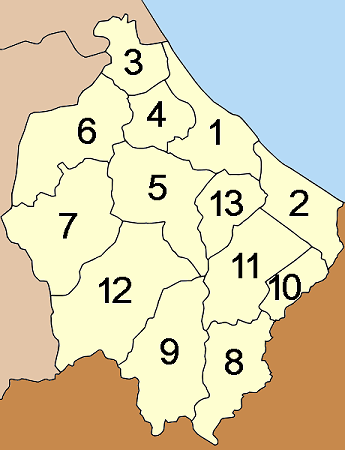
Carte des districts de la province

Narathiwat est divisée en 13 districts (Amphoe), subdivisés en 77 communes (tambon) et 551 villages (mubaan).
| 1. Mueang Narathiwat 2. Tak Bai 3. Bacho 4. Yi-ngo 5. Ra-ngae 6. Rueso 7. Si Sakhon | 1. Waeng 2. Sukhirin 3. Su-ngai Kolok 4. Su-ngai Padi 5. Chanae 6. Cho-airong |